# Liste von Schiffen mit dem Namen Vesuvio
Den Namen Vesuvio (deutsch Vesuv) erhielten mehrere Kriegsschiffe italienischer Marinen:
- Vesuvio (1824), ein Linienschiff der Marine des Königreichs beider Sizilien
- Vesuvio (1886), ein Torpedokreuzer der italienischen Regia Marina
- Vesuvio (1941), ein nicht fertiggestellter Flugabwehrkreuzer der Regia Marina
- Vesuvio (1949), ein Transportschiff der Marina Militare, das 1972 außer Dienst gestellt wurde
- Vesuvio (A 5329), ein 1977 vom Stapel gelaufenes Versorgungsschiff der Stromboli-Klasse